# Rödstrupig lorikit
Rödstrupig lorikit (Vini amabilis) är en fågel i familjen östpapegojor inom ordningen papegojfåglar.

## Utseende och läten
Rödstrupig lorikit är en huvudsakligen grön papegoja med fladdrande flykt och med en kroppslängd på 18 centimeter. Fågeln är genomgående grön, med röda kinder, strupe och lår. Den röda strupen är gulkantad och undre stjärttäckarna liksom stjärtspetsen är senapsgul. I flykten och under födosök hörs högfrekventa gnisslande läten.

## Utbredning och systematik
Fågeln förekommer enbart i Fiji (öarna Viti Levu, Vanua Levu, Ovalau och Taveuni). Den behandlas som monotypisk, det vill säga att den inte delas in i några underarter.

### Släktestillhörighet
Rödstrupig lorikit placeras traditionellt i Charmosyna, men genetiska studier visar att arterna i släktet inte står varandra närmast. Numera inkluderas den därför allt oftare i släktet Vini.

## Status
IUCN kategoriserar arten som akut hotad.